# 池田長仍
池田 長仍（いけだ ながゆき、享保10年10月8日（1725年11月12日）- 寛政8年1月22日（1796年3月1日））は、岡山藩の家老。片桐池田家第6代当主。
父は岡山藩家老池田長處。母は側室。正室は生坂藩主池田政晴の娘。子は土倉一之室。養子は池田長玄。幼名広助。通称は主殿、大和、近江。

## 生涯
享保10年（1725年）、岡山藩家老池田長處の子として周匝に誕生した。庶子として生まれたため、家臣大沢治右衛門に預けられて養育された。享保17年（1732年）、藩主池田継政の命で父長處の嫡子となる。享保18年（1733年）、藩主継政に御目見する。宝暦4年（1754年）閏2月、長處の隠居により家督相続し、岡山藩家老、周匝2万2000石の領主となる。宝暦5年（1755年）9月、仕置家老となる。宝暦13年（1763年）7月、仕置家老を辞任する。明和3年9月、再び仕置家老となる。明和7年（1770年）、名を大和と改める。安永10年（1781年）、通称を近江と改める。寛政元年（1789年）3月、隠居して家督を弟長玄に譲る。寛政8年（1796年）没。

## 人物
藩主池田治政は茶の湯に熱心な数寄大名として知られ、長仍も茶の湯を嗜み、速水流の開祖速水宗達とも交流があった。